# Искра (Чувашия)
И́скра (чув. Искра) — посёлок Алатырского района Чувашской Республики. Относится к Новоайбесинскому сельскому поселению.

## Географическое положение
Посёлок расположен в 28 км к востоку от районного центра, Алатыря. Ближайшая железнодорожная станция Алатырь — там же. Через посёлок проходит автодорога Алатырь — Сойгино, соединяющая посёлок с центром поселения, селом Новые Айбеси, расположенным в 8 км к юго-востоку.

## История
Посёлок Искра образовался 30 июля 1928 года при создании сельскохозяйственной артели «Искра». Первыми жителями были выходцы из села Новые Айбеси, чуваши. Со времени основания относился к Новоайбесинскому сельсовету, ныне Новоайбесинскому сельскому поселению, Алатырского района.

## Население
| 2010 | 2012 |
| ---- | ---- |
| 2    | ↗5   |

Число дворов и жителей:
- 1928 — 11 дворов, 52 человека.
- 1939 — 28 дворов, 71 мужчина, 72 женщины.
- 1979 — 8 мужчин, 19 женщин.
- 2002 — 4 двора, 0 мужчин, 2 женщины (чувашки)[4].
- 2010 — 1 частное домохозяйство, 2 человека: 1 мужчина, 1 женщина[2].